# Eckartse Bos

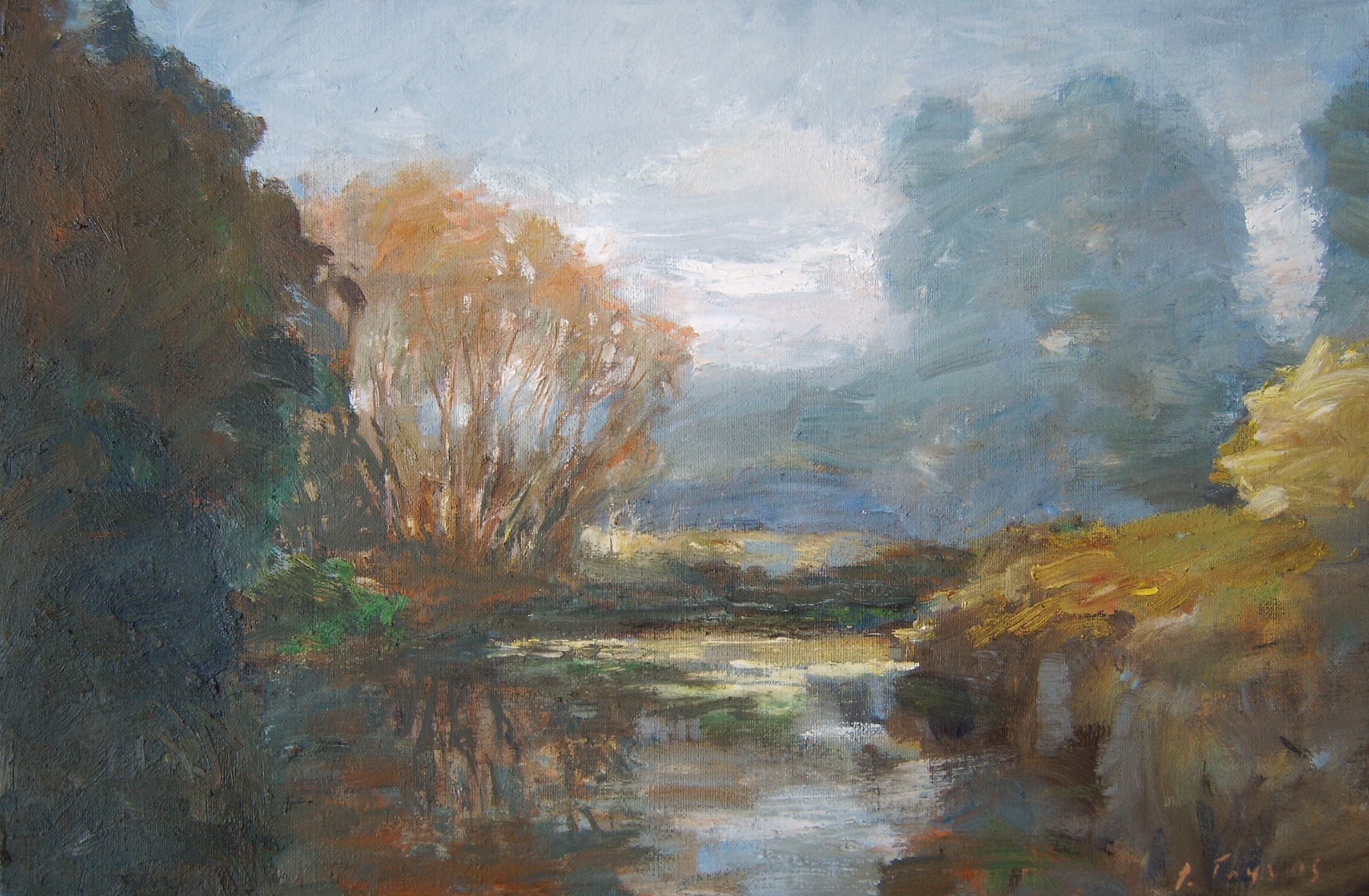
Eckartdal de Dommel

Het Eckartse Bos is een natuurgebied in het Eindhovense stadsdeel Tongelre. Het heeft een oppervlakte van 80 ha.
Het Eckartse of Koudenhovense Bos is gelegen tussen de Dommel en de Kleine Dommel. Direct ten noorden van het gebied vloeien deze twee beken samen. Het gebied bestaat qua eigendom uit twee gedeelten:
- De Bogten, het noordelijke deel dat eigendom is van de familie Smits van Oyen.
- Lage Heide, het zuidelijke deel dat eigendom is van de gemeente Eindhoven.

Het gebied heeft een afwisselende begroeiing dankzij de aanwezigheid van duidelijke hoogteverschillen tot een meter of drie en de aanwezigheid van het Dommeldal. De Bogten bestaat vooral uit gemengd beuken-eikenbos, terwijl in de Lage Heide populierenaanplant, naaldbos en broekbos is te vinden. Naar het oosten gaat het bos over in het Dommeldal met een verkaveling van weilandjes, omzoomd door houtsingels. Het meest zuidelijke deel bij de rand van de stad kent een kleinschalig afwisselend beeld met door bos of houtwallen omgeven weitjes.  
Hoewel de plantengroei van dit gebied in het verleden rijker was dan tegenwoordig, zijn er tal van bijzondere soorten te vinden, waaronder gele dovenetel, kamperfoelie en langbladig ereprijs. Onder biologen is het Eckartse bos vooral bekend vanwege de rijkdom aan paddenstoelen. 
In het gebied zijn twee rondwandelingen uitgezet, terwijl ook enkele langere-afstandswandelingen het gebied doorkruisen. Het gehele gebied is vrij toegankelijk, en bedoeld voor rustige, extensieve recreatie. Er zijn daarom geen verharde paden.
Sinds 2005 wordt bij het beheer van dit gebied meer op natuurwaarden gelet. Men streeft naar een qua leeftijdsopbouw gevarieerd bos waarbij selectieve kap en verhoging van de grondwaterstand tot de maatregelen behoren.